# Герб Красилова
На початку XVI століття за привілеєм Великого Литовського князя Олександра Ягелончика, князь Костянтин Острозький будує у Красилові дерев'яний замок як важливе фортифікаційне укріплення проти набігів татар, які неодноразово палили та руйнували споруди замку.
Замок був важливим адміністративним центром округи (волості) і будувався між 1504 та 1510 роками. У 1517 році Великий князь Литовський Сигізмунд І Старий на прохання князя К. Острозького надає Красилову статус міста та Магдебурзьке право.

## Опис герба Красилова
В основу герба покладено Іспанський геральдичний щит з полем малинового кольору та золотим обрамленням, що перекликається з кольором стягів князів Острозьких та Козацької доби. У правій верхній частині щита волинський хрест з символіки волинських князівств, у складі яких був Красилів.
У центрі щита — стилізоване зображення брами замку та постаті козака зі списом та шаблею; у 1649 році в Красилові стояла козацька сотня на чолі з Кривоносенком для захисту міста від польських жовнірів. У нижній частині щита хвилеподібне символічне зображення річки Случ. Щит розміщений на еклектичному аркуші, що символізує надання Красилову в минулому важливих привілеїв, обрамлений декоративним картушем, дубовим листям з жолудями як символ довголіття, стійкості та зрілості та стилізованими гронами калини з листям як окраса красилівської землі. Картуш перевитий стрічкою синьо-жовтого кольору. Красилівський замок по праву вважається найстарішим пам'ятником минулого міста, він — спадщина, історичне коріння.

## Опис прапора Красилова
Прямокутне полотнище синього кольору. В центральній частині — герб міста без декоративного картуша.

## Опис символіки та кольорів в гербі та прапорі міста
- Малиновий (красний) — життєрадісний, наповнений силою колір. Красилів (в минулому — Красне) — адміністративний центр однойменної волості, красиве місто.
- Синій — заспокійливий, небесний, колір водних просторів. Красилів — місто над Случем на теренах Поділля.
- Гроно калини та синьо-жовта стрічка — національні символи України.
- Дубове листя з жолудями — емблема зрілої повної сили, стійкості, могутності.
- Золотий (жовтий) — колір благородства, багатства, всебічної поваги.